# Sentinel Peak, British Columbia
Sentinel Peak är ett berg i Kanada.   Det ligger i provinsen British Columbia, i den centrala delen av landet, 3 400 km väster om huvudstaden Ottawa. Toppen på Sentinel Peak är 2 513 meter över havet.
Terrängen runt Sentinel Peak är kuperad åt nordväst, men åt sydost är den bergig. Sentinel Peak är den högsta punkten i trakten. Trakten runt Sentinel Peak är nära nog obefolkad, med mindre än två invånare per kvadratkilometer.. Det finns inga samhällen i närheten. 
Trakten runt Sentinel Peak består i huvudsak av gräsmarker.